# Liste des chapitres des Enquêtes de Kindaichi (1re partie)
Cet article est un complément de l'article sur le manga Les Enquêtes de Kindaichi. Il contient la liste des volumes du manga parus originellement en presse, ainsi que les chapitres qu'ils contiennent pour les séries File, Case et Short File. Il est suivi de l'article Liste des chapitres des Enquêtes de Kindaichi (2e partie)

## Liste des tomes

### Les Enquêtes de Kindaichi - Série FILE (27 Tomes/19 Dossiers)
| no | Japonais          | Japonais          | Français       | Français          |
| no | Date de sortie    | ISBN              | Date de sortie | ISBN              |
| --- | ----------------- | ----------------- | -------------- | ----------------- |
| 1 | 10 février 1993   | 978-4-06-311874-2 | juillet 2002   | 2-84580-206-4     |
| Titre du volume : Meurtres à l'hôtel Opéra (Les Enquêtes de Kindaichi (1)) (金田一少年の事件簿①, Kindaichi Shōnen no Jikenbo Ichi)Liste des chapitres : Dossier 1 - Ch.1 : L'affaire des meurtres à l'opéra (1) (オペラ座館殺人事件①, Operazakan Satsujin Jiken Ichi) - Ch.2 : L'affaire des meurtres à l'opéra (2) (オペラ座館殺人事件②, Operazakan Satsujin Jiken Ni) - Ch.3 : L'affaire des meurtres à l'opéra (3) (オペラ座館殺人事件③, Operazakan Satsujin Jiken San) - Ch.4 : L'affaire des meurtres à l'opéra (4) (オペラ座館殺人事件④, Operazakan Satsujin Jiken Yon) |                   |                   |                |                   |
| Dans le théâtre de l'hôtel Opéra, sur une île isolée, le club de théâtre répète la célèbre pièce, Le Fantôme de l'Opéra… Le rideau se lève, c'est le début d'une longue série de meurtres signés… le fantôme… |                   |                   |                |                   |
| 2 | 15 avril 1993     | 978-4-06-311895-7 | septembre 2002 | 2-84580-207-2     |
| Titre du volume : Le Village aux six châteaux (Les Enquêtes de Kindaichi (2)) (金田一少年の事件簿②, Kindaichi Shōnen no Jikenbo Ni)Liste des chapitres : Dossier 1 - Ch.5 : L'affaire des meurtres à l'opéra (5) (オペラ座館殺人事件⑤, Operazakan Satsujin Jiken Go) - Ch.6 : L'affaire des meurtres à l'opéra (6) (オペラ座館殺人事件⑥, Operazakan Satsujin Jiken Roku) Dossier 2 - Ch.7 : L'affaire des meurtres du village occidental (1) (異人館村殺人事件①, Ijinkanmura Satsujin Jiken Ichi) - Ch.8 : L'affaire des meurtres du village occidental (2) (異人館村殺人事件②, Ijinkanmura Satsujin Jiken Ni) - Ch.9 : L'affaire des meurtres du village occidental (3) (異人館村殺人事件③, Ijinkanmura Satsujin Jiken San) - Ch.10 : L'affaire des meurtres du village occidental (4) (異人館村殺人事件④, Ijinkanmura Satsujin Jiken Yon) - Ch.11 : L'affaire des meurtres du village occidental (5) (異人館村殺人事件⑤, Ijinkanmura Satsujin Jiken Go) - Ch.12 : L'affaire des meurtres du village occidental (6) (異人館村殺人事件⑥, Ijinkanmura Satsujin Jiken Roku) |                   |                   |                |                   |
| Rokkaku, village reculé dans la région montagneuse de Tohoku est sous le coup de la malédiction du 7e squelette. De découvertes macabres en meurtres sanglants, Hajimé mène l'enquête… |                   |                   |                |                   |
| 3 | 11 juin 1993      | 978-4-06-311914-5 | novembre 2002  | 2-84580-018-5     |
| Titre du volume : Le Fantôme des neiges (Les Enquêtes de Kindaichi (3)) (金田一少年の事件簿③, Kindaichi Shōnen no Jikenbo San)Liste des chapitres : Dossier 2 - Ch.13 : L'affaire des meurtres du village occidental (7) (異人館村殺人事件⑦, Ijinkanmura Satsujin Jiken Nana) - Ch.14 : L'affaire des meurtres du village occidental (8) (異人館村殺人事件⑧, Ijinkanmura Satsujin Jiken Hachi) - Ch.15 : L'affaire des meurtres du village occidental (9) (異人館村殺人事件⑨, Ijinkanmura Satsujin Jiken Kyū) - Ch.16 : L'affaire des meurtres du village occidental (10) (異人館村殺人事件⑩, Ijinkanmura Satsujin Jiken Jū) - Ch.17 : L'affaire des meurtres du village occidental (11) (異人館村殺人事件⑪, Ijinkanmura Satsujin Jiken Jūichi) Dossier 3 - Ch.18 : L'affaire des meurtres de la légende du Yasha des neiges (1) (雪夜叉伝説殺人事件①, Yukiyasha Densetsu Satsujin Jiken Ichi) - Ch.19 : L'affaire des meurtres de la légende du Yasha des neiges (2) (雪夜叉伝説殺人事件②, Yukiyasha Densetsu Satsujin Jiken Ni) - Ch.20 : L'affaire des meurtres de la légende du Yasha des neiges (3) (雪夜叉伝説殺人事件③, Yukiyasha Densetsu Satsujin Jiken San) - Ch.21 : L'affaire des meurtres de la légende du Yasha des neiges (4) (雪夜叉伝説殺人事件④, Yukiyasha Densetsu Satsujin Jiken Yon) |                   |                   |                |                   |
| Une tempête de neige au milieu de nulle part. C'est le moment que choisit le fantôme des neiges pour apparaître ! Et les meurtres se succèdent… |                   |                   |                |                   |
| 4 | 13 septembre 1993 | 978-4-06-311941-1 | janvier 2003   | 2-84580-303-6     |
| Titre du volume : Meurtres au lycée (Les Enquêtes de Kindaichi (4)) (金田一少年の事件簿④, Kindaichi Shōnen no Jikenbo Yon)Liste des chapitres : Dossier 3 - Ch.22 : L'affaire des meurtres de la légende du Yasha des neiges (5) (雪夜叉伝説殺人事件⑤, Yukiyasha Densetsu Satsujin Jiken Go) - Ch.23 : L'affaire des meurtres de la légende du Yasha des neiges (6) (雪夜叉伝説殺人事件⑥, Yukiyasha Densetsu Satsujin Jiken Roku) - Ch.24 : L'affaire des meurtres de la légende du Yasha des neiges (7) (雪夜叉伝説殺人事件⑦, Yukiyasha Densetsu Satsujin Jiken Nana) - Ch.25 : L'affaire des meurtres de la légende du Yasha des neiges (8) (雪夜叉伝説殺人事件⑧, Yukiyasha Densetsu Satsujin Jiken Hachi) - Ch.26 : L'affaire des meurtres de la légende du Yasha des neiges (9) (雪夜叉伝説殺人事件⑨, Yukiyasha Densetsu Satsujin Jiken Kyū) - Ch.27 : L'affaire des meurtres de la légende du Yasha des neiges (10) (雪夜叉伝説殺人事件⑩, Yukiyasha Densetsu Satsujin Jiken Jū) Dossier 4 - Ch.28 : L'affaire des meurtres des sept mystères du lycée (1) (学園七不思議殺人事件①, Gakuen Nanafushigi Satsujin Jiken Ichi) - Ch.29 : L'affaire des meurtres des sept mystères du lycée (2) (学園七不思議殺人事件②, Gakuen Nanafushigi Satsujin Jiken Ni) - Ch.30 : L'affaire des meurtres des sept mystères du lycée (3) (学園七不思議殺人事件③, Gakuen Nanafushigi Satsujin Jiken San)                                                                       |                   |                   |                |                   |
| Les sept mystères de l'école réveillent la malédiction… L'ombre de la mort est apparue dans une salle de cours. |                   |                   |                |                   |
| 5 | 8 novembre 1993   | 978-4-06-311960-2 | mars 2003      | 2-84580-304-4     |
| Titre du volume : L'île au trésor (Les Enquêtes de Kindaichi (5)) (金田一少年の事件簿⑤, Kindaichi Shōnen no Jikenbo Go)Liste des chapitres : Dossier 4 - Ch.31 : L'affaire des meurtres des sept mystères du lycée (4) (学園七不思議殺人事件④, Gakuen Nanafushigi Satsujin Jiken Yon) - Ch.32 : L'affaire des meurtres des sept mystères du lycée (5) (学園七不思議殺人事件⑤, Gakuen Nanafushigi Satsujin Jiken Go) - Ch.33 : L'affaire des meurtres des sept mystères du lycée (6) (学園七不思議殺人事件⑥, Gakuen Nanafushigi Satsujin Jiken Roku) - Ch.34 : L'affaire des meurtres des sept mystères du lycée (7) (学園七不思議殺人事件⑦, Gakuen Nanafushigi Satsujin Jiken Nana) - Ch.35 : L'affaire des meurtres des sept mystères du lycée (8) (学園七不思議殺人事件⑧, Gakuen Nanafushigi Satsujin Jiken Hachi) - Ch.36 : L'affaire des meurtres des sept mystères du lycée (9) (学園七不思議殺人事件⑨, Gakuen Nanafushigi Satsujin Jiken Kyū) - Ch.37 : L'affaire des meurtres des sept mystères du lycée (10) (学園七不思議殺人事件⑩, Gakuen Nanafushigi Satsujin Jiken Jū) Dossier 5 - Ch.38 : L'affaire des meurtres de l'île au trésor (1) (秘宝島殺人事件①, Hihōtō Satsujin Jiken Ichi) - Ch.39 : L'affaire des meurtres de l'île au trésor (2) (秘宝島殺人事件②, Hihōtō Satsujin Jiken Ni) |                   |                   |                |                   |
| Une série de meurtres prend place autour d'un trésor caché… et les malheurs s'enchaînent sur une île isolée au large de Kyūshū… |                   |                   |                |                   |
| 6 | 15 février 1994   | 978-4-06-311990-9 | mai 2003       | 2-84580-305-2     |
| Titre du volume : L'île au trésor (Les Enquêtes de Kindaichi (6)) (金田一少年の事件簿⑥, Kindaichi Shōnen no Jikenbo Roku)Liste des chapitres : Dossier 5 - Ch.40 : L'affaire des meurtres de l'île au trésor (3) (秘宝島殺人事件③, Hihōtō Satsujin Jiken San) - Ch.41 : L'affaire des meurtres de l'île au trésor (4) (秘宝島殺人事件④, Hihōtō Satsujin Jiken Yon) - Ch.42 : L'affaire des meurtres de l'île au trésor (5) (秘宝島殺人事件⑤, Hihōtō Satsujin Jiken Go) - Ch.43 : L'affaire des meurtres de l'île au trésor (6) (秘宝島殺人事件⑥, Hihōtō Satsujin Jiken Roku) - Ch.44 : L'affaire des meurtres de l'île au trésor (7) (秘宝島殺人事件⑦, Hihōtō Satsujin Jiken Nana) - Ch.45 : L'affaire des meurtres de l'île au trésor (8) (秘宝島殺人事件⑧, Hihōtō Satsujin Jiken Hachi) - Ch.46 : L'affaire des meurtres de l'île au trésor (9) (秘宝島殺人事件⑨, Hihōtō Satsujin Jiken Kyū) - Ch.47 : L'affaire des meurtres de l'île au trésor (10) (秘宝島殺人事件⑩, Hihōtō Satsujin Jiken Jū) Dossier 6 - Ch.48 : L'affaire des meurtres de la légende du lac de l'amour tragique (1) (悲恋湖伝説殺人事件①, Hirenko Densetsu Satsujin Jiken Ichi) |                   |                   |                |                   |
| Sur l'île surnommée l'île aux Nouvelles Tristes, les meurtres sanguinaires continuent. Tout porte à croire que le gardien Yamawara, mi-démon, mi-animal veille sur le trésor légendaire... |                   |                   |                |                   |
| 7 | 14 avril 1994     | 978-4-06-312009-7 | juillet 2003   | 2-84580-363-X     |
| Titre du volume : Meurtres au lac de l'amour impossible (Les Enquêtes de Kindaichi (7)) (金田一少年の事件簿⑦, Kindaichi Shōnen no Jikenbo Nana)Liste des chapitres : Dossier 6 - Ch.49 : L'affaire des meurtres de la légende du lac de l'amour tragique (2) (悲恋湖伝説殺人事件②, Hirenko Densetsu Satsujin Jiken Ni) - Ch.50 : L'affaire des meurtres de la légende du lac de l'amour tragique (3) (悲恋湖伝説殺人事件③, Hirenko Densetsu Satsujin Jiken San) - Ch.51 : L'affaire des meurtres de la légende du lac de l'amour tragique (4) (悲恋湖伝説殺人事件④, Hirenko Densetsu Satsujin Jiken Yon) - Ch.52 : L'affaire des meurtres de la légende du lac de l'amour tragique (5) (悲恋湖伝説殺人事件⑤, Hirenko Densetsu Satsujin Jiken Go) - Ch.53 : L'affaire des meurtres de la légende du lac de l'amour tragique (6) (悲恋湖伝説殺人事件⑥, Hirenko Densetsu Satsujin Jiken Roku) - Ch.54 : L'affaire des meurtres de la légende du lac de l'amour tragique (7) (悲恋湖伝説殺人事件⑦, Hirenko Densetsu Satsujin Jiken Nana) - Ch.55 : L'affaire des meurtres de la légende du lac de l'amour tragique (8) (悲恋湖伝説殺人事件⑧, Hirenko Densetsu Satsujin Jiken Hachi) - Ch.56 : L'affaire des meurtres de la légende du lac de l'amour tragique (9) (悲恋湖伝説殺人事件⑨, Hirenko Densetsu Satsujin Jiken Kyū) - Ch.57 : L'affaire des meurtres de la légende du lac de l'amour tragique (10) (悲恋湖伝説殺人事件⑩, Hirenko Densetsu Satsujin Jiken Jū) |                   |                   |                |                   |
| Il y a dix ans, Jason a massacré treize personnes… Serait-il de retour au bord du lac de l'amour impossible ? |                   |                   |                |                   |
| 8 | 11 juillet 1994   | 978-4-06-312036-3 | septembre 2003 | 2-84580-364-8     |
| Titre du volume : Meurtres à l'hôtel impérial (Les Enquêtes de Kindaichi (8)) (金田一少年の事件簿⑧, Kindaichi Shōnen no Jikenbo Hachi)Liste des chapitres : Dossier 7 - Ch.58 : L'affaire des meurtres de l'hôtel occidental (1) (異人館ホテル殺人事件①, Ijinkan Hoteru Satsujin Jiken Ichi) - Ch.59 : L'affaire des meurtres de l'hôtel occidental (2) (異人館ホテル殺人事件②, Ijinkan Hoteru Satsujin Jiken Ni) - Ch.60 : L'affaire des meurtres de l'hôtel occidental (3) (異人館ホテル殺人事件③, Ijinkan Hoteru Satsujin Jiken San) - Ch.61 : L'affaire des meurtres de l'hôtel occidental (4) (異人館ホテル殺人事件④, Ijinkan Hoteru Satsujin Jiken Yon) - Ch.62 : L'affaire des meurtres de l'hôtel occidental (5) (異人館ホテル殺人事件⑤, Ijinkan Hoteru Satsujin Jiken Go) - Ch.63 : L'affaire des meurtres de l'hôtel occidental (6) (異人館ホテル殺人事件⑥, Ijinkan Hoteru Satsujin Jiken Roku) - Ch.64 : L'affaire des meurtres de l'hôtel occidental (7) (異人館ホテル殺人事件⑦, Ijinkan Hoteru Satsujin Jiken Nana) - Ch.65 : L'affaire des meurtres de l'hôtel occidental (8) (異人館ホテル殺人事件⑧, Ijinkan Hoteru Satsujin Jiken Hachi) |                   |                   |                |                   |
| Quelques jours avant Noël, le rideau se lève pour une pièce de théâtre meurtrière… Dans un hôtel sur l'île d'Hokkaïdo… |                   |                   |                |                   |
| 9 | 8 septembre 1994  | 978-4-06-312052-3 | octobre 2003   | 2-84580-365-6     |
| Titre du volume : L'École des pendus (Les Enquêtes de Kindaichi (9)) (金田一少年の事件簿⑨, Kindaichi Shōnen no Jikenbo Kyū)Liste des chapitres : Dossier 7 - Ch.66 : L'affaire des meurtres de l'hôtel occidental (9) (異人館ホテル殺人事件⑨, Ijinkan Hoteru Satsujin Jiken Kyū) - Ch.67 : L'affaire des meurtres de l'hôtel occidental (10) (異人館ホテル殺人事件⑩, Ijinkan Hoteru Satsujin Jiken Jū) - Ch.68 : L'affaire des meurtres de l'hôtel occidental (11) (異人館ホテル殺人事件⑪, Ijinkan Hoteru Satsujin Jiken Jūichi) - Ch.69 : L'affaire des meurtres de l'hôtel occidental (12) (異人館ホテル殺人事件⑫, Ijinkan Hoteru Satsujin Jiken Jūni) Dossier 8 - Ch.70 : L'affaire des meurtres de l'école des pendus (1) (首吊り学園殺人事件①, Kubitsuri Gakuen Satsujin Jiken Ichi) - Ch.71 : L'affaire des meurtres de l'école des pendus (2) (首吊り学園殺人事件②, Kubitsuri Gakuen Satsujin Jiken Ni) - Ch.72 : L'affaire des meurtres de l'école des pendus (3) (首吊り学園殺人事件③, Kubitsuri Gakuen Satsujin Jiken San) - Ch.73 : L'affaire des meurtres de l'école des pendus (4) (首吊り学園殺人事件④, Kubitsuri Gakuen Satsujin Jiken Yon) |                   |                   |                |                   |
| On peut percevoir le murmure d'une mélodie dans une école préparatoire au concours d'entrée à l'université… C'est un messager de l'enfer assoiffé du sang de ses victimes ! |                   |                   |                |                   |
| 10 | 12 décembre 1994  | 978-4-06-312083-7 | janvier 2004   | 2-84580-427-X     |
| Titre du volume : L'École des pendus (Les Enquêtes de Kindaichi (10)) (金田一少年の事件簿⑩, Kindaichi Shōnen no Jikenbo Jū)Liste des chapitres : Dossier 8 - Ch.74 : L'affaire des meurtres de l'école des pendus (5) (首吊り学園殺人事件⑤, Kubitsuri Gakuen Satsujin Jiken Go) - Ch.75 : L'affaire des meurtres de l'école des pendus (6) (首吊り学園殺人事件⑥, Kubitsuri Gakuen Satsujin Jiken Roku) - Ch.76 : L'affaire des meurtres de l'école des pendus (7) (首吊り学園殺人事件⑦, Kubitsuri Gakuen Satsujin Jiken Nana) - Ch.77 : L'affaire des meurtres de l'école des pendus (8) (首吊り学園殺人事件⑧, Kubitsuri Gakuen Satsujin Jiken Hachi) - Ch.78 : L'affaire des meurtres de l'école des pendus (9) (首吊り学園殺人事件⑨, Kubitsuri Gakuen Satsujin Jiken Kyū) - Ch.79 : L'affaire des meurtres de l'école des pendus (10) (首吊り学園殺人事件⑩, Kubitsuri Gakuen Satsujin Jiken Jū) - Ch.80 : L'affaire des meurtres de l'école des pendus (11) (首吊り学園殺人事件⑪, Kubitsuri Gakuen Satsujin Jiken Jūichi) - Ch.81 : L'affaire des meurtres de l'école des pendus (12) (首吊り学園殺人事件⑫, Kubitsuri Gakuen Satsujin Jiken Jūni) |                   |                   |                |                   |
| Des caractères de sang adressés au morts… A qui s'adresse le dernier caractère ? |                   |                   |                |                   |
| 11 | 10 février 1995   | 978-4-06-312106-3 | mars 2004      | 2-84580-471-7     |
| Titre du volume : La Légende du samouraï (Les Enquêtes de Kindaichi (11)) (金田一少年の事件簿⑪, Kindaichi Shōnen no Jikenbo Jūichi)Liste des chapitres : Dossier 9 - Ch.82 : L'affaire des meurtres de la résidence piégée de Hida (1) (飛騨からくり屋敷殺人事件①, Hida Karakuri Yashiki Satsujin Jiken Ichi) - Ch.83 : L'affaire des meurtres de la résidence piégée de Hida (2) (飛騨からくり屋敷殺人事件②, Hida Karakuri Yashiki Satsujin Jiken Ni) - Ch.84 : L'affaire des meurtres de la résidence piégée de Hida (3) (飛騨からくり屋敷殺人事件③, Hida Karakuri Yashiki Satsujin Jiken San) - Ch.85 : L'affaire des meurtres de la résidence piégée de Hida (4) (飛騨からくり屋敷殺人事件④, Hida Karakuri Yashiki Satsujin Jiken Yon) - Ch.86 : L'affaire des meurtres de la résidence piégée de Hida (5) (飛騨からくり屋敷殺人事件⑤, Hida Karakuri Yashiki Satsujin Jiken Go) - Ch.87 : L'affaire des meurtres de la résidence piégée de Hida (6) (飛騨からくり屋敷殺人事件⑥, Hida Karakuri Yashiki Satsujin Jiken Roku) - Ch.88 : L'affaire des meurtres de la résidence piégée de Hida (7) (飛騨からくり屋敷殺人事件⑦, Hida Karakuri Yashiki Satsujin Jiken Nana) - Ch.89 : L'affaire des meurtres de la résidence piégée de Hida (8) (飛騨からくり屋敷殺人事件⑧, Hida Karakuri Yashiki Satsujin Jiken Hachi) |                   |                   |                |                   |
| Le sabre maléfique du samouraï chassant les têtes tombe sur des gens… Un petit village de la région de Okuhida se teint du sang de la vengeance ! |                   |                   |                |                   |
| 12 | 10 avril 1995     | 978-4-06-312125-4 | mai 2004       | 2-84580-472-5     |
| Titre du volume : Hajimé Kindaïchi est coupable (Les Enquêtes de Kindaichi (12)) (金田一少年の事件簿⑫, Kindaichi Shōnen no Jikenbo Jūni)Liste des chapitres : Dossier 9 - Ch.90 : L'affaire des meurtres de la résidence piégée de Hida (9) (飛騨からくり屋敷殺人事件⑨, Hida Karakuri Yashiki Satsujin Jiken Kyū) - Ch.91 : L'affaire des meurtres de la résidence piégée de Hida (10) (飛騨からくり屋敷殺人事件⑩, Hida Karakuri Yashiki Satsujin Jiken Jū) - Ch.92 : L'affaire des meurtres de la résidence piégée de Hida (11) (飛騨からくり屋敷殺人事件⑪, Hida Karakuri Yashiki Satsujin Jiken Jūichi) - Ch.93 : L'affaire des meurtres de la résidence piégée de Hida (12) (飛騨からくり屋敷殺人事件⑫, Hida Karakuri Yashiki Satsujin Jiken Jūni) Dossier 10 - Ch.94 : Les meurtres de Kindaichi (1) (金田一少年の殺人①, Kindaichi Shōnen no Satsujin Ichi) - Ch.95 : Les meurtres de Kindaichi (2) (金田一少年の殺人②, Kindaichi Shōnen no Satsujin Ni) - Ch.96 : Les meurtres de Kindaichi (3) (金田一少年の殺人③, Kindaichi Shōnen no Satsujin San) - Ch.97 : Les meurtres de Kindaichi (4) (金田一少年の殺人④, Kindaichi Shōnen no Satsujin Yon) |                   |                   |                |                   |
| Des meurtres successifs accompagnés d'un code secret… Kindaichi arrivera-t-il à échapper au piège malin tendu par le diable !? |                   |                   |                |                   |
| 13 | 12 juillet 1995   | 978-4-06-312157-5 | juillet 2004   | 2-84580-473-3     |
| Titre du volume : Hajimé Kindaïchi est coupable (Les Enquêtes de Kindaichi (13)) (金田一少年の事件簿⑬, Kindaichi Shōnen no Jikenbo Jūsan)Liste des chapitres : Dossier 10 - Ch.98 : Les meurtres de Kindaichi (5) (金田一少年の殺人⑤, Kindaichi Shōnen no Satsujin Go) - Ch.99 : Les meurtres de Kindaichi (6) (金田一少年の殺人⑥, Kindaichi Shōnen no Satsujin Roku) - Ch.100 : Les meurtres de Kindaichi (7) (金田一少年の殺人⑦, Kindaichi Shōnen no Satsujin Nana) - Ch.101 : Les meurtres de Kindaichi (8) (金田一少年の殺人⑧, Kindaichi Shōnen no Satsujin Hachi) - Ch.102 : Les meurtres de Kindaichi (9) (金田一少年の殺人⑨, Kindaichi Shōnen no Satsujin Kyū) - Ch.103 : Les meurtres de Kindaichi (10) (金田一少年の殺人⑩, Kindaichi Shōnen no Satsujin Jū) - Ch.104 : Les meurtres de Kindaichi (11) (金田一少年の殺人⑪, Kindaichi Shōnen no Satsujin Jūichi) - Ch.105 : Les meurtres de Kindaichi (12) (金田一少年の殺人⑫, Kindaichi Shōnen no Satsujin Jūni) |                   |                   |                |                   |
| 14 | 12 septembre 1995 | 978-4-06-312177-3 | septembre 2004 | 2-84580-474-1     |
| Titre du volume : Le chalet du tarot (Les Enquêtes de Kindaichi (14)) (金田一少年の事件簿⑭, Kindaichi Shōnen no Jikenbo Jūyon)Liste des chapitres : Dossier 10 - Ch.106 : Les meurtres de Kindaichi (13) (金田一少年の殺人⑬, Kindaichi Shōnen no Satsujin Jūsan) - Ch.107 : Les meurtres de Kindaichi (14) (金田一少年の殺人⑭, Kindaichi Shōnen no Satsujin Jūyon) Dossier 11 - Ch.108 : L'affaire des meurtres du chalet du tarot (1) (タロット山荘殺人事件①, Tarotto Sansō Satsujin Jiken Ichi) - Ch.109 : L'affaire des meurtres du chalet du tarot (2) (タロット山荘殺人事件②, Tarotto Sansō Satsujin Jiken Ni) - Ch.110 : L'affaire des meurtres du chalet du tarot (3) (タロット山荘殺人事件③, Tarotto Sansō Satsujin Jiken San) - Ch.111 : L'affaire des meurtres du chalet du tarot (4) (タロット山荘殺人事件④, Tarotto Sansō Satsujin Jiken Yon) - Ch.112 : L'affaire des meurtres du chalet du tarot (5) (タロット山荘殺人事件⑤, Tarotto Sansō Satsujin Jiken Go) - Ch.113 : L'affaire des meurtres du chalet du tarot (6) (タロット山荘殺人事件⑥, Tarotto Sansō Satsujin Jiken Roku) |                   |                   |                |                   |
| 15 | 7 décembre 1995   | 978-4-06-312211-4 | novembre 2004  | 2-84580-475-X     |
| Titre du volume : Le chalet du tarot (Les Enquêtes de Kindaichi (15)) (金田一少年の事件簿⑮, Kindaichi Shōnen no Jikenbo Jūgo)Liste des chapitres : Dossier 11 - Ch.114 : L'affaire des meurtres du chalet du tarot (7) (タロット山荘殺人事件⑦, Tarotto Sansō Satsujin Jiken Nana) - Ch.115 : L'affaire des meurtres du chalet du tarot (8) (タロット山荘殺人事件⑧, Tarotto Sansō Satsujin Jiken Hachi) - Ch.116 : L'affaire des meurtres du chalet du tarot (9) (タロット山荘殺人事件⑨, Tarotto Sansō Satsujin Jiken Kyū) - Ch.117 : L'affaire des meurtres du chalet du tarot (10) (タロット山荘殺人事件⑩, Tarotto Sansō Satsujin Jiken Jū) - Ch.118 : L'affaire des meurtres du chalet du tarot (11) (タロット山荘殺人事件⑪, Tarotto Sansō Satsujin Jiken Jūichi) - Ch.119 : L'affaire des meurtres du chalet du tarot (12) (タロット山荘殺人事件⑫, Tarotto Sansō Satsujin Jiken Jūni) - Ch.120 : L'affaire des meurtres du chalet du tarot (13) (タロット山荘殺人事件⑬, Tarotto Sansō Satsujin Jiken Jūsan) - Ch.121 : L'affaire des meurtres du chalet du tarot (14) (タロット山荘殺人事件⑭, Tarotto Sansō Satsujin Jiken Jūyon) |                   |                   |                |                   |
| 16 | 14 février 1996   | 978-4-06-312233-6 | janvier 2005   | 2-84580-476-8     |
| Titre du volume : Les mannequins de cire (Les Enquêtes de Kindaichi (16)) (金田一少年の事件簿⑯, Kindaichi Shōnen no Jikenbo Jūroku)Liste des chapitres : Dossier 12 - Ch.122 : L'affaire des meurtres du château des poupées de cire (1) (蝋人形城殺人事件①, Rōningyō-jō Satsujin Jiken Ichi) - Ch.123 : L'affaire des meurtres du château des poupées de cire (2) (蝋人形城殺人事件②, Rōningyō-jō Satsujin Jiken Ni) - Ch.124 : L'affaire des meurtres du château des poupées de cire (3) (蝋人形城殺人事件③, Rōningyō-jō Satsujin Jiken San) - Ch.125 : L'affaire des meurtres du château des poupées de cire (4) (蝋人形城殺人事件④, Rōningyō-jō Satsujin Jiken Yon) - Ch.126 : L'affaire des meurtres du château des poupées de cire (5) (蝋人形城殺人事件⑤, Rōningyō-jō Satsujin Jiken Go) - Ch.127 : L'affaire des meurtres du château des poupées de cire (6) (蝋人形城殺人事件⑥, Rōningyō-jō Satsujin Jiken Roku) - Ch.128 : L'affaire des meurtres du château des poupées de cire (7) (蝋人形城殺人事件⑦, Rōningyō-jō Satsujin Jiken Nana) - Ch.129 : L'affaire des meurtres du château des poupées de cire (8) (蝋人形城殺人事件⑧, Rōningyō-jō Satsujin Jiken Hachi) - Ch.130 : L'affaire des meurtres du château des poupées de cire (9) (蝋人形城殺人事件⑨, Rōningyō-jō Satsujin Jiken Kyū) |                   |                   |                |                   |
| 17 | 15 avril 1996     | 978-4-06-312258-9 | mars 2005      | 2-84580-477-6     |
| Titre du volume : Le gentleman cambrioleur (Les Enquêtes de Kindaichi (17)) (金田一少年の事件簿⑰, Kindaichi Shōnen no Jikenbo Jūnana)Liste des chapitres : Dossier 12 - Ch.131 : L'affaire des meurtres du château des poupées de cire (10) (蝋人形城殺人事件⑩, Rōningyō-jō Satsujin Jiken Jū) - Ch.132 : L'affaire des meurtres du château des poupées de cire (11) (蝋人形城殺人事件⑪, Rōningyō-jō Satsujin Jiken Jūichi) - Ch.133 : L'affaire des meurtres du château des poupées de cire (12) (蝋人形城殺人事件⑫, Rōningyō-jō Satsujin Jiken Jūni) - Ch.134 : L'affaire des meurtres du château des poupées de cire (13) (蝋人形城殺人事件⑬, Rōningyō-jō Satsujin Jiken Jūsan) Dossier 13 - Ch.135 : Le meurtre du gentleman cambrioleur (1) (怪盗紳士の殺人①, Kaitō Shinshi no Satsujin Ichi) - Ch.136 : Le meurtre du gentleman cambrioleur (2) (怪盗紳士の殺人②, Kaitō Shinshi no Satsujin Ni) - Ch.137 : Le meurtre du gentleman cambrioleur (3) (怪盗紳士の殺人③, Kaitō Shinshi no Satsujin San) - Ch.138 : Le meurtre du gentleman cambrioleur (4) (怪盗紳士の殺人④, Kaitō Shinshi no Satsujin Yon) - Ch.139 : Le meurtre du gentleman cambrioleur (5) (怪盗紳士の殺人⑤, Kaitō Shinshi no Satsujin Go) |                   |                   |                |                   |
| 18 | 14 juin 1996      | 978-4-06-312281-7 | juillet 2005   | 2-84580-478-4     |
| Titre du volume : Le gentleman cambrioleur (Les Enquêtes de Kindaichi (18)) (金田一少年の事件簿⑱, Kindaichi Shōnen no Jikenbo Jūhachi)Liste des chapitres : Dossier 13 - Ch.140 : Le meurtre du gentleman cambrioleur (6) (怪盗紳士の殺人⑥, Kaitō Shinshi no Satsujin Roku) - Ch.141 : Le meurtre du gentleman cambrioleur (7) (怪盗紳士の殺人⑦, Kaitō Shinshi no Satsujin Nana) - Ch.142 : Le meurtre du gentleman cambrioleur (8) (怪盗紳士の殺人⑧, Kaitō Shinshi no Satsujin Hachi) - Ch.143 : Le meurtre du gentleman cambrioleur (9) (怪盗紳士の殺人⑨, Kaitō Shinshi no Satsujin Kyu) - Ch.144 : Le meurtre du gentleman cambrioleur (10) (怪盗紳士の殺人⑩, Kaitō Shinshi no Satsujin Jū) - Ch.145 : Le meurtre du gentleman cambrioleur (11) (怪盗紳士の殺人⑪, Kaitō Shinshi no Satsujin Jūichi) - Ch.146 : Le meurtre du gentleman cambrioleur (12) (怪盗紳士の殺人⑫, Kaitō Shinshi no Satsujin Jūni) - Ch.147 : Le meurtre du gentleman cambrioleur (13) (怪盗紳士の殺人⑬, Kaitō Shinshi no Satsujin Jūsan) |                   |                   |                |                   |
| 19 | 15 juillet 1996   | 978-4-06-312291-6 | octobre 2005   | 2-84580-479-2     |
| Titre du volume : Le cimetière des anciens combattants (Les Enquêtes de Kindaichi (19)) (金田一少年の事件簿⑲, Kindaichi Shōnen no Jikenbo Jūkyū)Liste des chapitres : Dossier 14 - Ch.148 : L'affaire des meurtres de l'île du cimetière (1) (墓場島殺人事件①, Hakabajima Satsujin Jiken Ichi) - Ch.149 : L'affaire des meurtres de l'île du cimetière (2) (墓場島殺人事件②, Hakabajima Satsujin Jiken Ni) - Ch.150 : L'affaire des meurtres de l'île du cimetière (3) (墓場島殺人事件③, Hakabajima Satsujin Jiken San) - Ch.151 : L'affaire des meurtres de l'île du cimetière (4) (墓場島殺人事件④, Hakabajima Satsujin Jiken Yon) - Ch.152 : L'affaire des meurtres de l'île du cimetière (5) (墓場島殺人事件⑤, Hakabajima Satsujin Jiken Go) - Ch.153 : L'affaire des meurtres de l'île du cimetière (6) (墓場島殺人事件⑥, Hakabajima Satsujin Jiken Roku) - Ch.154 : L'affaire des meurtres de l'île du cimetière (7) (墓場島殺人事件⑦, Hakabajima Satsujin Jiken Nana) - Ch.155 : L'affaire des meurtres de l'île du cimetière (8) (墓場島殺人事件⑧, Hakabajima Satsujin Jiken Hachi) |                   |                   |                |                   |
| 20 | 8 août 1996       | 978-4-06-312304-3 | mai 2006       | 2-84580-480-6     |
| Titre du volume : Le marionnettiste maudit (Les Enquêtes de Kindaichi (20)) (金田一少年の事件簿⑳, Kindaichi Shōnen no Jikenbo Nijū)Liste des chapitres : Dossier 14 - Ch.156 : L'affaire des meurtres de l'île du cimetière (9) (墓場島殺人事件⑨, Hakabajima Satsujin Jiken Kyū) - Ch.157 : L'affaire des meurtres de l'île du cimetière (10) (墓場島殺人事件⑩, Hakabajima Satsujin Jiken Jū) - Ch.158 : L'affaire des meurtres de l'île du cimetière (11) (墓場島殺人事件⑪, Hakabajima Satsujin Jiken Jūichi) Dossier 15 - Ch.159 : L'affaire des meurtres du train magique (1) (魔術列車殺人事件①, Majutsu Ressha Satsujin Jiken Ichi) - Ch.160 : L'affaire des meurtres du train magique (2) (魔術列車殺人事件②, Majutsu Ressha Satsujin Jiken Ni) - Ch.161 : L'affaire des meurtres du train magique (3) (魔術列車殺人事件③, Majutsu Ressha Satsujin Jiken San) - Ch.162 : L'affaire des meurtres du train magique (4) (魔術列車殺人事件④, Majutsu Ressha Satsujin Jiken Yon) - Ch.163 : L'affaire des meurtres du train magique (5) (魔術列車殺人事件⑤, Majutsu Ressha Satsujin Jiken Go) |                   |                   |                |                   |
| 21 | 13 novembre 1996  | 978-4-06-312336-4 | août 2006      | 2-84580-481-4     |
| Titre du volume : Le marionnettiste maudit (Les Enquêtes de Kindaichi (21)) (金田一少年の事件簿㉑, Kindaichi Shōnen no Jikenbo Nijūichi)Liste des chapitres : Dossier 15 - Ch.164 : L'affaire des meurtres du train magique (6) (魔術列車殺人事件⑥, Majutsu Ressha Satsujin Jiken Roku) - Ch.165 : L'affaire des meurtres du train magique (7) (魔術列車殺人事件⑦, Majutsu Ressha Satsujin Jiken Nana) - Ch.166 : L'affaire des meurtres du train magique (8) (魔術列車殺人事件⑧, Majutsu Ressha Satsujin Jiken Hachi) - Ch.167 : L'affaire des meurtres du train magique (9) (魔術列車殺人事件⑨, Majutsu Ressha Satsujin Jiken Kyū) - Ch.168 : L'affaire des meurtres du train magique (10) (魔術列車殺人事件⑩, Majutsu Ressha Satsujin Jiken Jū) - Ch.169 : L'affaire des meurtres du train magique (11) (魔術列車殺人事件⑪, Majutsu Ressha Satsujin Jiken Jūichi) - Ch.170 : L'affaire des meurtres du train magique (12) (魔術列車殺人事件⑫, Majutsu Ressha Satsujin Jiken Jūni) - Ch.171 : L'affaire des meurtres du train magique (13) (魔術列車殺人事件⑬, Majutsu Ressha Satsujin Jiken Jūsan) |                   |                   |                |                   |
| Le rire du "marionnettiste maudit" résonne sur la scène. La magie de la terreur et de la mort continue... |                   |                   |                |                   |
| 22 | 14 janvier 1997   | 978-4-06-312363-0 | février 2007   | 978-2-84580-482-1 |
| Titre du volume : Le papillon de la mort (Les Enquêtes de Kindaichi (22)) (金田一少年の事件簿㉒, Kindaichi Shōnen no Jikenbo Nijūni)Liste des chapitres : Dossier 16 - Ch.172 : L'affaire des meurtres du papillon noir de la mort (1) (黒死蝶殺人事件①, Kokushichō Satsujin Jiken Ichi) - Ch.173 : L'affaire des meurtres du papillon noir de la mort (2) (黒死蝶殺人事件②, Kokushichō Satsujin Jiken Ni) - Ch.174 : L'affaire des meurtres du papillon noir de la mort (3) (黒死蝶殺人事件③, Kokushichō Satsujin Jiken San) - Ch.175 : L'affaire des meurtres du papillon noir de la mort (4) (黒死蝶殺人事件④, Kokushichō Satsujin Jiken Yon) - Ch.176 : L'affaire des meurtres du papillon noir de la mort (5) (黒死蝶殺人事件⑤, Kokushichō Satsujin Jiken Go) - Ch.177 : L'affaire des meurtres du papillon noir de la mort (6) (黒死蝶殺人事件⑥, Kokushichō Satsujin Jiken Roku) - Ch.178 : L'affaire des meurtres du papillon noir de la mort (7) (黒死蝶殺人事件⑦, Kokushichō Satsujin Jiken Nana) - Ch.179 : L'affaire des meurtres du papillon noir de la mort (8) (黒死蝶殺人事件⑧, Kokushichō Satsujin Jiken Hachi) - Ch.180 : L'affaire des meurtres du papillon noir de la mort (9) (黒死蝶殺人事件⑨, Kokushichō Satsujin Jiken Kyū) |                   |                   |                |                   |
| Le papillon a parfois une ombre inquiétante ! Il virevolte en laissant échapper comme de la poudre de ses ailes jusqu'à ce que sa vengeance soit assouvie... |                   |                   |                |                   |
| 23 | 14 mars 1997      | 978-4-06-312383-8 |                |                   |
| Titre du volume : Les Enquêtes de Kindaichi (23) (金田一少年の事件簿㉓, Kindaichi Shōnen no Jikenbo Nijūsan)Liste des chapitres : Dossier 16 - Ch.181 : L'affaire des meurtres du papillon noir de la mort (10) (黒死蝶殺人事件⑩, Kokushichō Satsujin Jiken Jū) - Ch.182 : L'affaire des meurtres du papillon noir de la mort (11) (黒死蝶殺人事件⑪, Kokushichō Satsujin Jiken Jūichi) - Ch.183 : L'affaire des meurtres du papillon noir de la mort (12) (黒死蝶殺人事件⑫, Kokushichō Satsujin Jiken Jūni) - Ch.184 : L'affaire des meurtres du papillon noir de la mort (13) (黒死蝶殺人事件⑬, Kokushichō Satsujin Jiken Jūsan) Dossier 17 - Ch.185 : L'affaire des meurtres de la pièce d'argent Française (1) (仏蘭西銀貨殺人事件①, Furansu Ginka Satsujin Jiken Ichi) - Ch.186 : L'affaire des meurtres de la pièce d'argent Française (2) (仏蘭西銀貨殺人事件②, Furansu Ginka Satsujin Jiken Ni) - Ch.187 : L'affaire des meurtres de la pièce d'argent Française (3) (仏蘭西銀貨殺人事件③, Furansu Ginka Satsujin Jiken San) - Ch.188 : L'affaire des meurtres de la pièce d'argent Française (4) (仏蘭西銀貨殺人事件④, Furansu Ginka Satsujin Jiken Yon) |                   |                   |                |                   |
| 24 | 14 mai 1997       | 978-4-06-312406-4 |                |                   |
| Titre du volume : Les Enquêtes de Kindaichi (24) (金田一少年の事件簿㉔, Kindaichi Shōnen no Jikenbo Nijūyon)Liste des chapitres : Dossier 17 - Ch.189 : L'affaire des meurtres de la pièce d'argent Française (5) (仏蘭西銀貨殺人事件⑤, Furansu Ginka Satsujin Jiken Go) - Ch.190 : L'affaire des meurtres de la pièce d'argent Française (6) (仏蘭西銀貨殺人事件⑥, Furansu Ginka Satsujin Jiken Roku) - Ch.191 : L'affaire des meurtres de la pièce d'argent Française (7) (仏蘭西銀貨殺人事件⑦, Furansu Ginka Satsujin Jiken Nana) - Ch.192 : L'affaire des meurtres de la pièce d'argent Française (8) (仏蘭西銀貨殺人事件⑧, Furansu Ginka Satsujin Jiken Hachi) - Ch.193 : L'affaire des meurtres de la pièce d'argent Française (9) (仏蘭西銀貨殺人事件⑨, Furansu Ginka Satsujin Jiken Kyū) - Ch.194 : L'affaire des meurtres de la pièce d'argent Française (10) (仏蘭西銀貨殺人事件⑩, Furansu Ginka Satsujin Jiken Jū) - Ch.195 : L'affaire des meurtres de la pièce d'argent Française (11) (仏蘭西銀貨殺人事件⑪, Furansu Ginka Satsujin Jiken Jūichi) - Ch.196 : L'affaire des meurtres de la pièce d'argent Française (12) (仏蘭西銀貨殺人事件⑫, Furansu Ginka Satsujin Jiken Jūni) |                   |                   |                |                   |
| 25 | 15 juillet 1997   | 978-4-06-312431-6 |                |                   |
| Titre du volume : Les Enquêtes de Kindaichi (25) (金田一少年の事件簿㉕, Kindaichi Shōnen no Jikenbo Nijūgo)Liste des chapitres : Dossier 17 - Ch.197 : L'affaire des meurtres de la pièce d'argent Française (13) (仏蘭西銀貨殺人事件⑬, Furansu Ginka Satsujin Jiken Jūsan) - Ch.198 : L'affaire des meurtres de la pièce d'argent Française (14) (仏蘭西銀貨殺人事件⑭, Furansu Ginka Satsujin Jiken Jūyon) Dossier 18 - Ch.199 : L'affaire des meurtres des ruines du dieu démon (1) (魔神遺跡殺人事件①, Majin Iseki Satsujin Jiken Ichi) - Ch.200 : L'affaire des meurtres des ruines du dieu démon (2) (魔神遺跡殺人事件②, Majin Iseki Satsujin Jiken Ni) - Ch.201 : L'affaire des meurtres des ruines du dieu démon (3) (魔神遺跡殺人事件③, Majin Iseki Satsujin Jiken San) - Ch.202 : L'affaire des meurtres des ruines du dieu démon (4) (魔神遺跡殺人事件④, Majin Iseki Satsujin Jiken Yon) - Ch.203 : L'affaire des meurtres des ruines du dieu démon (5) (魔神遺跡殺人事件⑤, Majin Iseki Satsujin Jiken Go) - Ch.204 : L'affaire des meurtres des ruines du dieu démon (6) (魔神遺跡殺人事件⑥, Majin Iseki Satsujin Jiken Roku) |                   |                   |                |                   |
| 26 | 15 octobre 1997   | 978-4-06-312462-0 |                |                   |
| Titre du volume : Les Enquêtes de Kindaichi (26) (金田一少年の事件簿㉖, Kindaichi Shōnen no Jikenbo Nijūroku)Liste des chapitres : Dossier 18 - Ch.205 : L'affaire des meurtres des ruines du dieu démon (7) (魔神遺跡殺人事件⑦, Majin Iseki Satsujin Jiken Nana) - Ch.206 : L'affaire des meurtres des ruines du dieu démon (8) (魔神遺跡殺人事件⑧, Majin Iseki Satsujin Jiken Hachi) - Ch.207 : L'affaire des meurtres des ruines du dieu démon (9) (魔神遺跡殺人事件⑨, Majin Iseki Satsujin Jiken Kyū) - Ch.208 : L'affaire des meurtres des ruines du dieu démon (10) (魔神遺跡殺人事件⑩, Majin Iseki Satsujin Jiken Jū) - Ch.209 : L'affaire des meurtres des ruines du dieu démon (11) (魔神遺跡殺人事件⑪, Majin Iseki Satsujin Jiken Jūichi) - Ch.210 : L'affaire des meurtres des ruines du dieu démon (12) (魔神遺跡殺人事件⑫, Majin Iseki Satsujin Jiken Jūni) Dossier 19 - Ch.211 : L'affaire de meurtre de l'enlèvement de Reika Hayami (1) (速水玲香誘拐殺人事件①, Hayami Reika Yūkai Satsujin Jiken Ichi) - Ch.212 : L'affaire de meurtre de l'enlèvement de Reika Hayami (2) (速水玲香誘拐殺人事件②, Hayami Reika Yūkai Satsujin Jiken Ni) |                   |                   |                |                   |
| 27 | 13 décembre 1997  | 978-4-06-312488-0 |                |                   |
| Titre du volume : Les Enquêtes de Kindaichi (27) (金田一少年の事件簿㉗, Kindaichi Shōnen no Jikenbo Nijūnana)Liste des chapitres : Dossier 19 - Ch.213 : L'affaire de meurtre de l'enlèvement de Reika Hayami (3) (速水玲香誘拐殺人事件③, Hayami Reika Yūkai Satsujin Jiken San) - Ch.214 : L'affaire de meurtre de l'enlèvement de Reika Hayami (4) (速水玲香誘拐殺人事件④, Hayami Reika Yūkai Satsujin Jiken Yon) - Ch.215 : L'affaire de meurtre de l'enlèvement de Reika Hayami (5) (速水玲香誘拐殺人事件⑤, Hayami Reika Yūkai Satsujin Jiken Go) - Ch.216 : L'affaire de meurtre de l'enlèvement de Reika Hayami (6) (速水玲香誘拐殺人事件⑥, Hayami Reika Yūkai Satsujin Jiken Roku) - Ch.217 : L'affaire de meurtre de l'enlèvement de Reika Hayami (7) (速水玲香誘拐殺人事件⑦, Hayami Reika Yūkai Satsujin Jiken Nana) - Ch.218 : L'affaire de meurtre de l'enlèvement de Reika Hayami (8) (速水玲香誘拐殺人事件⑧, Hayami Reika Yūkai Satsujin Jiken Hachi) - Ch.219 : L'affaire de meurtre de l'enlèvement de Reika Hayami (9) (速水玲香誘拐殺人事件⑨, Hayami Reika Yūkai Satsujin Jiken Kyū) |                   |                   |                |                   |

### Les Enquêtes de Kindaichi - Série SHORT FILE (6 Tomes/20 Mini-dossiers)
| no | Japonais         | Japonais          |
| no | Date de sortie   | ISBN              |
| --- | ---------------- | ----------------- |
| 1 | 14 novembre 1997 | 978-4-06-319872-0 |
| Titre du volume : "Les Enquêtes de Kindaichi" - Histoires courtes (1) - Les défis de Kindaichi (「金田一少年の事件簿」短編集① 金田一少年の挑戦, Kindaichi Shōnen no Jikenbo Tanpenshū Ichi Kindaichi Shōnen no Chōsen)Liste des chapitres : Mini-dossier 1 - Ch.1 : Pulsions de meurtre par -15 degrés - Problème 1 (氷点下15度の殺意 問題編１, Hyōtenka Jūgodo no Satsui Mondai-hen Ichi) - Ch.2 : Pulsions de meurtre par -15 degrés - Problème 2 (氷点下15度の殺意 問題編２, Hyōtenka Jūgodo no Satsui Mondai-hen Ni) - Ch.3 : Pulsions de meurtre par -15 degrés - Solution (氷点下15度の殺意 解答編, Hyōtenka Jūgodo no Satsui Kaitō-hen) Mini-dossier 2 - Ch.4 : Qui a tué la déesse? - Problème 1 (誰が女神を殺したか？ 問題編１, Dare ga Megami wo Koroshita ka? Mondai-hen Ichi) - Ch.5 : Qui a tué la déesse? - Problème 2 (誰が女神を殺したか？ 問題編２, Dare ga Megami wo Koroshita ka? Mondai-hen Ni) - Ch.6 : Qui a tué la déesse? - Résolution (誰が女神を殺したか？ 解答編, Dare ga Megami wo Koroshita ka? Kaitō-hen) Autres histoires - Bonus 1 : Miyuki, Hajime, etc. (美雪とはじめのエトセトラ, Miyuki to Hajime no Etosetora) Mini-dossier 3 - Ch.7 : Les enquêtes du commissaire Akechi - Problème (明智警視の事件簿 問題編, Akechi Keishi no Jikenbo Mondai-hen) - Ch.8 : Les enquêtes du commissaire Akechi - Résolution (明智警視の事件簿 解答編, Akechi Keishi no Jikenbo Kaitō-hen) Nouvelles - Nouvelle 1 : Le complice X (共犯者Ｘ, Kyōhansha Ekkusu) Autres histoires - Bonus 2 : KMR (ＫＭＲ, Kē Emu Āru) |                  |                   |
| 2 | 13 mars 1998     | 978-4-06-319919-2 |
| Titre du volume : "Les Enquêtes de Kindaichi" - Histoires courtes (2) - Les déductions de Kindaichi (「金田一少年の事件簿」短編集② 金田一少年の推理, Kindaichi Shōnen no Jikenbō Tanpenshū Ni Kindaichi Shōnen no Suiri)Liste des chapitres : Mini-dossier 4 - Ch.9 : 1 chance sur 2 d'être le meurtrier - Problème (１/２の殺人者 問題編, Nibun no Ichi no Satsujinsha Mondai-hen) - Ch.10 : 1 chance sur 2 d'être le meurtrier - Solution (１/２の殺人者 解答編, Nibun no Ichi no Satsujinsha Kaitō-hen) Mini-dossier 5 - Ch.11 : Le meurtre du réveillon de Noël - Problème 1 (聖なる夜の殺人 問題編１, Kurisumasu no Satsujin Mondai-hen Ichi) - Ch.12 : Le meurtre du réveillon de Noël - Problème 2 (聖なる夜の殺人 問題編２, Kurisumasu no Satsujin Mondai-hen Ni) - Ch.13 : Le meurtre du réveillon de Noël - Solution 1 (聖なる夜の殺人 解答編１, Kurisumasu no Satsujin Kaitō-hen Ichi) - Ch.14 : Le meurtre du réveillon de Noël - Solution 2 (聖なる夜の殺人 解答編２, Kurisumasu no Satsujin Kaitō-hen Ni) Autres histoires - Bonus 3 : La récompense de Kindaichi (金田一少年の報酬, Kindaichi Shōnen no Hōshū) Mini-dossier 6 - Ch.15 : Les enquêtes du commissaire Akechi 2 - Problème (明智警視の事件簿２ 問題編, Akechi Keishi no Jikenbo Ni Mondai-hen) - Ch.16 : Les enquêtes du commissaire Akechi 2 - Résolution (明智警視の事件簿２ 解答編, Akechi Keishi no Jikenbo Ni Kaitō-hen) Nouvelles - Nouvelle 2 : Le démon égaré (迷い込んできた悪魔, Mayoikondekita Demon) |                  |                   |
| 3 | 10 août 1998     | 978-4-06-333966-6 |
| Titre du volume : "Les Enquêtes de Kindaichi" - Histoires courtes (3) - Les aventures de Kindaichi (「金田一少年の事件簿」短編集③ 金田一少年の冒険, Kindaichi Shōnen no Jikenbo Tanpenshū San Kindaichi Shōnen no Bōken)Liste des chapitres : Mini-dossier 7 - Ch.17 : Le meurtre du labyrinthe aux miroirs - Problème (鏡迷宮の殺人 問題編, Mirā Rabirinsu no Satsujin Mondai-hen) - Ch.18 : Le meurtre du labyrinthe aux miroirs - Solution (鏡迷宮の殺人 解答編, Mirā Rabirinsu no Satsujin Kaitō-hen) Mini-dossier 8 - Ch.19 : L'affaire d'enlèvement de Fumi Kindaichi - Problème (金田一フミ誘拐事件 問題編, Kindaichi Fumi Yūkai Jiken Mondai-hen) - Ch.20 : L'affaire d'enlèvement de Fumi Kindaichi - Solution (金田一フミ誘拐事件 解答編, Kindaichi Fumi Yūkai Jiken Kaitō-hen) Mini-dossier 9 - Ch.21 : Les magnifiques enquêtes du jeune Akechi - Problème 1 (明智少年の華麗なる事件簿 問題編１, Akechi Shōnen no Karei Naru Jikenbo Mondai-hen Ichi) - Ch.22 : Les magnifiques enquêtes du jeune Akechi - Problème 2 (明智少年の華麗なる事件簿 問題編２, Akechi Shōnen no Karei Naru Jikenbo Mondai-hen Ni) - Ch.23 : Les magnifiques enquêtes du jeune Akechi - Problème 3 (明智少年の華麗なる事件簿 問題編３, Akechi Shōnen no Karei Naru Jikenbo Mondai-hen San) - Ch.24 : Les magnifiques enquêtes du jeune Akechi - Solution (明智少年の華麗なる事件簿 解答編, Akechi Shōnen no Karei Naru Jikenbo Kaitō-hen) Nouvelle - Nouvelle 3 : Le cauchemar de Kindaichi (金田一少年の悪夢, Kindaichi Shōnen no Akumu) Autres histoires - Bonus 4 : Le étranges enquêtes de Kindaichi (金田一少年の怪奇事件簿, Kindaichi Shōnen no Kaiki Jikenbo) |                  |                   |
| 4 | 15 juin 1999     | 978-4-06-334082-2 |
| Titre du volume : "Les Enquêtes de Kindaichi" - Histoires courtes (4) - Les sprints de Kindaichi (「金田一少年の事件簿」短編集④ 金田一少年の冒険, Kindaichi Shōnen no Jikenbo Tanpenshū Yon Kindaichi Shōnen no Shissō)Liste des chapitres : Mini-dossier 10 - Ch.25 : L'aventure de Fumi Kindaichi - Problème (金田一フミの冒険 問題編, Kindaichi Fumi no Bōken Mondai-hen) - Ch.26 : L'aventure de Fumi Kindaichi - Solution (金田一フミの冒険 解答編, Kindaichi Fumi no Bōken Kaitō-hen) Mini-dossier 11 - Ch.27 : La rançon disparue dans la neige - Problème (白銀に消えた身代金 問題編, Hakugin ni Kieta Minoshirokin Mondai-hen) - Ch.28 : La rançon disparue dans la neige - Solution (白銀に消えた身代金 解答編, Hakugin ni Kieta Minoshirokin Kaitō-hen) Mini-dossier 12 - Ch.29 : L'alibi dans le film - Problème (フィルムの中のアリバイ 問題編, Firumu no Naka no Aribai Mondai-hen) - Ch.30 : L'alibi dans le film - Solution (フィルムの中のアリバイ 解答編, Firumu no Naka no Aribai Kaitō-hen) Mini-dossier 13 - Ch.31 : Le restaurant du meurtre - Problème 1 (殺人レストラン 問題編１, Satsujin Resutoran Mondai-hen Ichi) - Ch.32 : Le restaurant du meurtre - Problème 2 (殺人レストラン 問題編２, Satsujin Resutoran Mondai-hen Ni) - Ch.33 : Le restaurant du meurtre - Solution (殺人レストラン 解答編, Satsujin Resutoran Kaitō-hen) Autres histoires - Bonus 5 : La jolie détective, Kindaichi Fumi (美少女探偵金田一フミ, Bishōjo Tantei Kindaichi Fumi) |                  |                   |
| 5 | 15 novembre 1999 | 978-4-06-334252-9 |
| Titre du volume : "Les Enquêtes de Kindaichi" - Histoires courtes (5) - Les confrontations de Kindaichi (「金田一少年の事件簿」短編集⑤ 金田一少年の対決, Kindaichi Shōnen no Jikenbo Tanpenshū Go Kindaichi Shōnen no Taiketsu)Liste des chapitres : Mini-dossier 14 - Ch.34 : Le meurtre de la piscine sanglante - Problème 1 (血染めプールの殺人 問題編１, "Buraddi Pūru no Satsujin Mondai-hen Ichi) - Ch.35 : Le meurtre de la piscine sanglante - Problème 2 (血染めプールの殺人 問題編２, "Buraddi Pūru no Satsujin Mondai-hen Ni) - Ch.36 : Le meurtre de la piscine sanglante - Solution (血染めプールの殺人 解答編, "Buraddi Pūru no Satsujin Kaitō-hen) Mini-dossier 15 - Ch.37 : L'affaire des meurtres de l'école fantôme - Problème 1 (亡霊学校殺人事件 問題編１, Bōrei Gakkō Satsujin Jiken Mondai-hen Ichi) - Ch.38 : L'affaire des meurtres de l'école fantôme - Problème 2 (亡霊学校殺人事件 問題編２, Bōrei Gakkō Satsujin Jiken Mondai-hen Ni) - Ch.39 : L'affaire des meurtres de l'école fantôme - Problème 3 (亡霊学校殺人事件 問題編３, Bōrei Gakkō Satsujin Jiken Mondai-hen San) - Ch.40 : L'affaire des meurtres de l'école fantôme - Solution 1 (亡霊学校殺人事件 解答編１, Bōrei Gakkō Satsujin Jiken Kaitō-hen Ichi) - Ch.41 : L'affaire des meurtres de l'école fantôme - Solution 2 (亡霊学校殺人事件 解答編２, Bōrei Gakkō Satsujin Jiken Kaitō-hen Ni) Mini-dossier 16 - Ch.42 : Le mystère de la disparition instantanée - Problème (瞬間消失の謎 問題編, Shunkan Shōshitsu no Nazo Mondai-hen) - Ch.43 : Le mystère de la disparition instantanée - Solution (瞬間消失の謎 解答編, Shunkan Shōshitsu no Nazo Kaitō-hen) Autres histoires - Bonus 6 : La jolie détective, Kindaichi Fumi 2 (美少女探偵金田一フミ２, Bishōjo Tantei Kindaichi Fumi Ni)                                                       |                  |                   |
| 6 | 14 octobre 2000  | 978-4-06-334343-4 |
| Titre du volume : "Les Enquêtes de Kindaichi" - Histoires courtes (6) - Les souvenirs de Kindaichi (「金田一少年の事件簿」短編集⑥ 金田一少年の回想, Kindaichi Shōnen no Jikenbo Tanpenshū Roku Kindaichi Shōnen no Kaisō)Liste des chapitres : Mini-dossier 17 - Ch.44 : La lettre de défi du gentleman cambrioleur - Problème 1 (怪盗紳士からの挑戦状 問題編１, Kaitō Shinshi Kara no Chōsenjō Mondai-hen Ichi) - Ch.45 : La lettre de défi du gentleman cambrioleur - Problème 2 (怪盗紳士からの挑戦状 問題編２, Kaitō Shinshi Kara no Chōsenjō Mondai-hen Ni) - Ch.46 : La lettre de défi du gentleman cambrioleur - Solution (怪盗紳士からの挑戦状 解答編, Kaitō Shinshi Kara no Chōsenjō Kaitō-hen) Mini-dossier 18 - Ch.47 : Coup de feu à 4 h 40 du matin - Problème (午前０４：４０の銃声 問題編, Gozen Yoji Yonjuppun no Jūsei Mondai-hen) - Ch.48 : Coup de feu à 4 h 40 du matin - Solution (午前０４：４０の銃声 解答編, Gozen Yoji Yonjuppun no Jūsei Kaitō-hen) Mini-dossier 19 - Ch.49 : L'affaire du meurtre de l'épée magique Dokubachi - Problème 1 (妖刀毒蜂殺人事件 問題編１, Yōtō Dokubachi Satsujin Jiken Mondai-hen Ichi) - Ch.50 : L'affaire du meurtre de l'épée magique Dokubachi - Problème 2 (妖刀毒蜂殺人事件 問題編２, Yōtō Dokubachi Satsujin Jiken Mondai-hen Ni) - Ch.51 : L'affaire du meurtre de l'épée magique Dokubachi - Solution (妖刀毒蜂殺人事件 解答編, Yōtō Dokubachi Satsujin Jiken Kaitō-hen) Mini-dossier 20 - Ch.52 : L'étrange machination de la doctoresse - Problème (女医の奇妙な企み 問題編, Joi no Kimyō na Takurami Mondai-hen) - Ch.53 : L'étrange machination de la doctoresse - Solution (女医の奇妙な企み 解答編, Joi no Kimyō na Takurami Kaitō-hen) Autres histoires - Bonus 7 : La jolie détective, Kindaichi Fumi 3 (美少女探偵金田一フミ３, Bishōjo Tantei Kindaichi Fumi San) |                  |                   |

### Les Enquêtes de Kindaichi - Série CASE (10 Tomes/7 Dossiers, 1 Mini-dossier)
| no | Japonais        | Japonais          |
| no | Date de sortie  | ISBN              |
| --- | --------------- | ----------------- |
| 1 | 13 mai 1998     | 978-4-06-312551-1 |
| Titre du volume : Les Enquêtes de Kindaichi - Affaire 1 - Meurtres dans la forêt du chien démon (金田一少年の事件簿 Ｃａｓｅ１ 魔犬の森の殺人, Kindaichi Shōnen no Jikenbo Kēsu Ichi Maken no Mori no Satsujin)Liste des chapitres : Dossier 20 - Ch.1 : Prologue (プロローグ, Purorōgu) - Ch.2 : Chapitre 1 - Son nom est "Cerbère" (第１章 その名は「ケルベロス」, Dai Isshō Sono Na wa Keruberosu) - Ch.3 : Chapitre 2 - Le chien démon rugit (第２章 魔犬咆哮, Dai Ni Shō Maken Hōkō) - Ch.4 : Chapitre 3 - Au sein de la cage maudite (第３章 禍々しき檻の中で, Dai San Shō Magamagashii Ori no Naka de) - Ch.5 : Chapitre 4 - La nuit du jugement (第４章 裁きの夜, Dai Yon Shō Sabaki no Yoru) - Ch.6 : Chapitre 5 - Un testament sous forme de fruits (第５章 フルーツ・ダイイングメッセージ, Dai Go Shō Furūtsu Daiingu Messēji) - Ch.7 : Chapitre 6 - Vérité 1 – Les fruits racontent tout (第６章 真相Ⅰ — 果実はかく語りき, Dai Rosshō Shinsō Ichi - Kajitsu wa Kakukatariki) - Ch.8 : Chapitre 7 - Vérité 2 – L'alibi faussé (第７章 真相Ⅱ — 歪められたアリバイ, Dai Nana Shō Shinsō Ni - Hizumerareta Aribai) - Ch.9 : Chapitre 8 - Une espérance de vie limitée (第８章 限りある生命の刻を, "Dai Hasshō Kagiri Aru Seimei no Koku o) - Ch.10 : Épilogue (エピローグ, Epirōgu)                           |                 |                   |
| 2 | 14 octobre 1998 | 978-4-06-312612-9 |
| Titre du volume : Les Enquêtes de Kindaichi - Affaire 2 - Le tueur sanguinaire du grand écran (金田一少年の事件簿 Ｃａｓｅ２ 銀幕の殺人鬼, Kindaichi Shōnen no Jikenbo Kēsu Ni Ginmaku no Satsujinki)Liste des chapitres : Dossier 21 - Ch.11 : Prologue (プロローグ, Purorōgu) - Ch.12 : Chapitre 1 - La lame de "Scorpion" (第１章 「スコーピオン」の刃, Dai Isshō Sukōpion no Yaiba) - Ch.13 : Chapitre 2 - Le film interdit (第２章 禁断のフィルム, Dai Ni Shō Kindan no Firumu) - Ch.14 : Chapitre 3 - Un autre homme (第３章 もうひとりの男, Dai San Shō Mō Hitori no Otoko) - Ch.15 : Chapitre 4 - Après les aveux (第４章 告白の後に, Dai Yon Shō Kokuhaku no Ato ni) - Ch.16 : Chapitre 5 - Pourquoi Poirot a-t-il aboyé ? (第５章 なぜポアロは吠えたのか？, Dai Go Shō Naze Poaro wa Hoeta no ka?) - Ch.17 : Chapitre 6 - Vérité 1 - La magie de l'équation (第６章 真相Ⅰ — 数式のマジック, Dai Rosshō Shinsō Ichi - Sūshiki no Majikku) - Ch.18 : Chapitre 7 - Vérité 2 - Surpasser la double chambre close (第７章 真相Ⅱ — 「二重密室」を越えて, Dai Nana Shō Shinsō Ni - Nijū Misshitsu o Koete) - Ch.19 : Épilogue (エピローグ, Epirōgu) |                 |                   |
| 3 | 15 février 1999 | 978-4-06-312659-4 |
| Titre du volume : Les Enquêtes de Kindaichi - Affaire 3 - L'affaire des meurtres de la légende du trésor d'Amakusa (Début) (金田一少年の事件簿 Ｃａｓｅ３ 天草財宝伝説殺人事件（上）, Kindaichi Shōnen no Jikenbo Kēsu San Amakusa Zaihō Densetsu Sastujin Jiken (Jō))Liste des chapitres : Dossier 22 - Ch.20 : Prologue (プロローグ, Purorōgu) - Ch.21 : Chapitre 1 - Ceux qui se rassemblent à Amakusa (第１章 天草に集いし者たち, Dai Isshō Amakusa ni Tsudoishi Mono-tachi) - Ch.22 : Chapitre 2 - Introduction à la radiésthésie (第２章 ダウジング入門, Dai Ni Shō Daujingu Nyūmon) - Ch.23 : Chapitre 3 - La poitrine déchiquetée en forme de croix (第３章 胸を十字に裂かれて, Dai San Shō Mune wo Jūji ni Sakarete) - Ch.24 : Chapitre 4 - La malédiction du démon aux cheveux blancs (第４章 「白髪鬼」の呪縛, Dai Yon Shō Hakuhatsuki no Jubaku) - Ch.25 : Chapitre 5 - Seulement deux suspects (第５章 たった2人の容疑者, Dai Go Shō Tatta Futari no Yōgisha) - Ch.26 : Chapitre 6 - La joie de s'être revus (第６章 また会えたことの歓びを, Dai Rosshō Mata Aeta Koto no Yorokobi o) - Ch.27 : Chapitre 7 - Absolument impardonnable (第７章 決して許しはしない, Dai Nana Shō Kesshite Yurushi wa Shinai) - Ch.28 : Chapitre 8 - Le dernier piège (第８章 最後の罠, Dai Hasshō Saigo no Wana)           |                 |                   |
| 4 | 15 mars 1999    | 978-4-06-312669-3 |
| Titre du volume : Les Enquêtes de Kindaichi - Affaire 3 - L'affaire des meurtres de la légende du trésor d'Amakusa (Fin) (金田一少年の事件簿 Ｃａｓｅ３ 天草財宝伝説殺人事件（下）, Kindaichi Shōnen no Jikenbō Kēsu San Amakusa Zaihō Densetsu Sastujin Jiken (Ge))Liste des chapitres : Dossier 22 - Ch.29 : Chapitre 9 - Vérité 1 - Le fil qui relie les étrangers (第９章 真相Ⅰ — 見知らぬ者をつなぐ糸, "Dai Kyū Shō Shinsō Ichi - Mishiranu Mono wo Tsunagu Ito") - Ch.30 : Chapitre 10 - Vérité 2 - Le seul chemin qui vient à l'esprit (第１０章 真相Ⅱ — 心だけに浮かぶ道, "Dai Jū Shō Shinsō Ni - Kokoro Dake ni Ukabu Michi") - Ch.31 : Chapitre 11 - Cherchant ardemment à mourir (第１１章 ひたすらに死を求めて, "Dai Jūisshō Hitasura ni Shi o Motomete") - Ch.32 : Épilogue" (エピローグ, "Epirōgu") Mini-dossier 21 - Ch.33 : Les magnifiques enquêtes du jeune Akechi 2 - Problème 1 (明智少年の華麗なる事件簿２ 問題編１, Akechi Shōnen no Karei Naru Jikenbo Ni Mondai-hen Ichi) - Ch.34 : Les magnifiques enquêtes du jeune Akechi 2 - Problème 2 (明智少年の華麗なる事件簿２ 問題編２, Akechi Shōnen no Karei Naru Jikenbo Ni Mondai-hen Ni) - Ch.35 : Les magnifiques enquêtes du jeune Akechi 2 - Solution (明智少年の華麗なる事件簿２ 解答編, Akechi Shōnen no Karei Naru Jikenbo Ni Kaitō-hen) |                 |                   |
| 5 | 10 août 1999    | 978-4-06-312730-0 |
| Titre du volume : Les Enquêtes de Kindaichi - Affaire 4 - L'affaire des meurtres du village Yukikage (金田一少年の事件簿 Ｃａｓｅ４ 雪影村殺人事件, Kindaichi Shōnen no Jikenbō Kēsu Yon Yukikagemura Satsujin Jiken)Liste des chapitres : Dossier 23 - Ch.36 : Prologue (プロローグ, Purorōgu) - Ch.37 : Chapitre 1 - Le cerisier, la neige et la capsule temporelle (第１章 桜と雪とタイムカプセル, Dai Isshō Sakura to Yuki to Taimu Kapuseru) - Ch.38 : Chapitre 2 - Le meurtrier sans traces de pas (第２章 足跡なき殺人者, Dai Ni Shō Ashiatonaki Satsujinsha) - Ch.39 : Chapitre 3 - Tout le monde a rêvé (第３章 誰もが夢を見ていた, Dai San Shō Dare mo ga Yume o Miteita) - Ch.40 : Chapitre 4 - L'homme qui s'appelle "Imai Tetsuya" (第４章 「今井龍矢」という男, Dai Yon Shō Imai Tatsuya Toiu Otoko) - Ch.41 : Chapitre 5 - Le défunt au fond des ténèbres (第５章 死者は暗闇の中で, Dai Go Shō Shisha wa Kurayami no Naka de) - Ch.42 : Chapitre 6 - Vérité 1 - Une accusation douloureuse (第６章 真相Ⅰ — せつない告発, Dai Rosshō Shinsō Ichi - Setsunai Kokuhatsu) - Ch.43 : Chapitre 7 - Vérité 2 - L'alibi accompagnant la neige (第７章 真相Ⅱ — アリバイは雪とともに, Dai Nana Shō Shinsō Ni - Aribai wa Yuki to Tomo ni) - Ch.44 : Épilogue (エピローグ, Epirōgu)                               |                 |                   |
| 6 | 14 mars 2000    | 978-4-06-312814-7 |
| Titre du volume : Les Enquêtes de Kindaichi - Affaire 5 - L'affaire des meurtres des poupées russes (Début) (金田一少年の事件簿Ｃａｓｅ５ 露西亜人形殺人事件（上）, Kindaichi Shōnen no Jikenbō Kēsu Go Roshia Ningyō Satsujin Jiken (Jō))Liste des chapitres : Dossier 24 - Ch.45 : Prologue (プロローグ, Purorōgu) - Ch.46 : Chapitre 1 - Le quintet dans la brume (第１章 霧の中のクインテット, Dai Isshō Kiri no Naka no Kuintetto) - Ch.47 : Chapitre 2 - La course au décryptage démarre (第２章 暗号解読レース開始, Dai Ni Shō Angō Kaidoku Rēsu Kaishi) - Ch.48 : Chapitre 3 - Décapités dans l'ordre, depuis l'avant (第３章 前から順に首を刈られた, Dai San Shō Mae Kara Jun ni Kubi o Karareta) - Ch.49 : Chapitre 4 - Un manoir rempli de tours de passe-passe (第４章 トリックだらけの館, Dai Yon Shō Torikku Darake no Yakata) - Ch.50 : Chapitre 5 - Retire ce masque (第５章 仮面をはずして, Dai Go Shō Kamen o Hazushite) - Ch.51 : Chapitre 6 - La chambre close du "Chef d'orchestre" (第６章 「コンダクター」の密室, Dai Rosshō Kondakutā no Misshitsu) - Ch.52 : Chapitre 7 - Le plus dangereux des paris (第７章 もっとも危険な賭け, Dai Nana Shō Mottomo Kiken na Kake) |                 |                   |
| 7 | 12 avril 2000   | 978-4-06-312828-4 |
| Titre du volume : Les Enquêtes de Kindaichi - Affaire 5 - L'affaire des meurtres des poupées russes (Fin) (金田一少年の事件簿Ｃａｓｅ５ 露西亜人形殺人事件（下）, Kindaichi Shōnen no Jikenbō Kēsu Go Roshia Ningyō Satsujin Jiken (Ge))Liste des chapitres : Dossier 24 - Ch.53 : Chapitre 8 - Résoudre tous les mystères d'abord (第８章 すべての謎を先に解け, Dai Hasshō Subete no Nazo o Saki ni Toke) - Ch.54 : Chapitre 9 - Presque comme un cauchemar (第９章 まるで悪夢のような, Dai Kyū Shō Marude Akumu no Yō na) - Ch.55 : Chapitre 10 - Vérité 1 - Le gagnant de la course (第１０章 真相Ⅰ — レースの勝者, Dai Jū Shō Shinsō Ichi - Rēsu no Shōsha) - Ch.56 : Chapitre 11 - Vérité 2 - Une symphonie de pièges et déductions (第１１章 真相Ⅱ — 罠と推理の交響曲, Dai Jūisshō Shinsō Ni - Wana to Suiri no Kōkyōkyoku) - Ch.57 : Chapitre 12 - Vérité 3 - Ouvrir le "Verrou de la psychologie" (第１２章 真相Ⅲ — 「心理の鍵」を開く, Dai Jūni Shō Shinsō San - Shinri no Kagi o Hiraku) - Ch.58 : Chapitre 13 - Superposer le passé (第１３章 過去を重ねて, Dai Jūsan Shō Kako o Kasanete) - Ch.59 : Épilogue (エピローグ, Epirōgu) |                 |                   |
| 8 | 14 juillet 2000 | 978-4-06-312858-1 |
| Titre du volume : Les Enquêtes de Kindaichi - Affaire 6 - Les meurtres du cirque étrange (金田一少年の事件簿Ｃａｓｅ６ 怪奇サーカスの殺人, Kindaichi Shōnen no Jikenbō Kēsu Roku Kaiki Sākasu no Satsujin)Liste des chapitres : Dossier 25 - Ch.60 : Prologue (プロローグ, Purorōgu) - Ch.61 : Chapitre 1 - L'approche de la tempête (第１章 嵐の訪れ, Dai Isshō Arashi no Otozure) - Ch.62 : Chapitre 2 - Le clown sans visage (第２章 顔のないピエロ, Dai Ni Shō Kao no Nai Piero) - Ch.63 : Chapitre 3 - "MONSTER", le vengeur (第３章 復讐者「ＭＯＮＳＴＥＲ」, Dai San Shō Fukushūsha Monsutā) - Ch.64 : Chapitre 4 - Le "géant de flammes" disparu dans la chambre close (第４章 「炎の巨人」密室に消ゆ, Dai Yon Shō Honō no Kyojin Misshitsu ni Kiyu) - Ch.65 : Chapitre 5 - Le message révélé (第５章 解き明かされたメッセージ, Dai Go Shō Tokiakasareta Messēji) - Ch.66 : Chapitre 6 - Vérité 1 - Les alibis orientés (第６章 真相Ⅰ — 誘導されたアリバイ, Dai Rosshō Shinsō Ichi - Yūdō Sareta Aribai) - Ch.67 : Chapitre 7 - Vérité 2 - Illusion d'optique dans la chambre de test close (第７章 真相Ⅱ — 「密室実験場」の錯視術, Dai Nana Shō Shinsō Ni - Misshitsu Jikkenjō no Sakushi Jutsu) - Ch.68 : Épilogue" (エピローグ, Epirōgu)                                                                   |                 |                   |
| 9 | 14 février 2001 | 978-4-06-312934-2 |
| Titre du volume : Les Enquêtes de Kindaichi - Affaire 7 - Les actions téméraires de Kindaichi (Début) (金田一少年の事件簿Ｃａｓｅ７ 金田一少年の決死行（上）, Kindaichi Shōnen no Jikenbō Kēsu Nana Kindaichi Shōnen no Kesshikō (Jō))Liste des chapitres : Dossier 26 - Ch.69 : Prologue (プロローグ, Purorōgu) - Ch.70 : Chapitre 1 - Kindaichi, destination Hong Kong (第１章 金田一少年 香港へ, Dai Isshō Kindaichi Shōnen Honkon e) - Ch.71 : Chapitre 2 - Les dangers de l'hypnose (第２章 その催眠術は危険, Dai Ni Shō Sono Saiminjutsu wa Kiken) - Ch.72 : Chapitre 3 - Témoins du cauchemar (第３章 悪夢の目撃者, Dai San Shō Akumu no Mokugekisha) - Ch.73 : Chapitre 4 - Désir de meurtre déchaîné (第４章 解き放たれた殺人願望, Dai Yon Shō Tokihanatareta Satsujin Ganbō) - Ch.74 : Chapitre 5 - Évasion, puis infiltration (第５章 脱出そして潜入, Dai Go Shō Dasshutsu Soshite Sennyū) - Ch.75 : Chapitre 6 - Le projet de vengeance du "Comte de Monte-Cristo" (第６章 「巌窟王」復讐計画, Dai Rosshō Gankutsuō Fukushū Keikaku) - Ch.76 : Chapitre 7 - Rupture (第７章 決裂, Dai Nana Shō Ketsuretsu) |                 |                   |
| 10 | 13 février 2001 | 978-4-06-312935-9 |
| Titre du volume : Les Enquêtes de Kindaichi - Affaire 7 - Les actions téméraires de Kindaichi (Fin) (金田一少年の事件簿Ｃａｓｅ７ 金田一少年の決死行（下）, Kindaichi Shōnen no Jikenbō Kēsu Nana Kindaichi Shōnen no Kesshikō (Ge))Liste des chapitres : Dossier 26 - Ch.77 : Chapitre 8 - Vers encore plus de chaos... (第８章 さらなる混沌へ…, Dai Hasshō Saranaru Konton e…) - Ch.78 : Chapitre 9 - Réunion, puis contre-attaque (第９章 再会そして反撃, Dai Kyū Shō Saikai Soshite Hangeki) - Ch.79 : Chapitre 10 - Aucun mystère insoluble (第１０章 解けない謎はない, Dai Jū Shō Tokenai Nazo wa Nai) - Ch.80 : Chapitre 11 - Vérité 1 - Le kaléidoscope de mensonge et de vérité (第１１章 真相Ⅰ — 事実と嘘の万華鏡, Dai Jūisshō Shinsō Ichi - Jijitsu to Uso no Mangekyō) - Ch.81 : Chapitre 12 - Vérité 2 - Afin de survivre dans les ténèbres (第１２章 真相Ⅱ — 闇の中で生き抜くために, Dai Jūni Shō Shinsō Ni - Yami no Naka de Ikinuku Tameni) - Ch.82 : Chapitre 13 - Vérité 3 - Un seul et unique souhait (第１３章 真相Ⅲ — ただひとつの願い, Dai Jūsan Shō Shinsō San - Tada Hitotsu no Negai) - Ch.83 : Chapitre 14 - Conclusion (第１４章 決着, Dai Jūyon Shō Ketchaku) - Ch.84 : Grand Final (グランドフィナーレ, Gurando Fināre)                                                                  |                 |                   |

### Kōdansha
1. 1 2  FILE Tome 1
2. 1 2  FILE Tome 2
3. 1 2  FILE Tome 3
4. 1 2  FILE Tome 4
5. 1 2  FILE Tome 5
6. 1 2  FILE Tome 6
7. 1 2  FILE Tome 7
8. 1 2  FILE Tome 8
9. 1 2  FILE Tome 9
10. 1 2  FILE Tome 10
11. 1 2  FILE Tome 11
12. 1 2  FILE Tome 12
13. 1 2  FILE Tome 13
14. 1 2  FILE Tome 14
15. 1 2  FILE Tome 15
16. 1 2  FILE Tome 16
17. 1 2  FILE Tome 17
18. 1 2  FILE Tome 18
19. 1 2  FILE Tome 19
20. 1 2  FILE Tome 20
21. 1 2  FILE Tome 21
22. 1 2  FILE Tome 22
23. 1 2  FILE Tome 23
24. 1 2  FILE Tome 24
25. 1 2  FILE Tome 25
26. 1 2  FILE Tome 26
27. 1 2  FILE Tome 27
28. 1 2  SHORT Tome 1
29. 1 2  SHORT Tome 2
30. 1 2  SHORT Tome 3
31. 1 2  SHORT Tome 4
32. 1 2  SHORT Tome 5
33. 1 2  SHORT Tome 6
34. 1 2  CASE Tome 1
35. 1 2  CASE Tome 2
36. 1 2  CASE Tome 3
37. 1 2  CASE Tome 4
38. 1 2  CASE Tome 5
39. 1 2  CASE Tome 6
40. 1 2  CASE Tome 7
41. 1 2  CASE Tome 8
42. 1 2  CASE Tome 9
43. 1 2  CASE Tome 10

### Éditions Tonkam
1. 1 2  Tome 1
2. 1 2  Tome 2
3. 1 2  Tome 3
4. 1 2  Tome 4
5. 1 2  Tome 5
6. 1 2  Tome 6
7. 1 2  Tome 7
8. 1 2  Tome 8
9. 1 2  Tome 9
10. 1 2  Tome 10
11. 1 2  Tome 11
12. 1 2  Tome 12
13. 1 2  Tome 13
14. 1 2  Tome 14
15. 1 2  Tome 15
16. 1 2  Tome 16
17. 1 2  Tome 17
18. 1 2  Tome 18
19. 1 2  Tome 19
20. 1 2  Tome 20
21. 1 2  Tome 21
22. 1 2  Tome 22